# Catemacói-tó
A Catemacói-tó (spanyolul Laguna de Catemaco) Mexikó harmadik legnagyobb természetes tava.

## Leírás
A tó a Mexikói-öböl közelében, a Veracruz állam délkeleti részén emelkedő Tuxtla-hegység belsejében található a tenger szintje felett körülbelül 340 méterrel, Catemaco község területén. Bár a tavat körülvevő hegység vulkanikus, a Catemacói-tó nem krátertó, hanem egy vulkánkitörések által elzárt völgyben keletkezett. A tavat a környező kis patakok táplálják, vizét egy zsilipen keresztül a Río Grande de Catemaco vezeti le a Mexikói-öbölbe. Területe 73 km², alakja téglalaphoz hasonlít.
A tóban több kis sziget található, ezeken egy korábbi, de mára felhagyott tudományos kísérlet során Thaiföldről betelepített makákók élnek: ma ezek a majmok turistalátványosságnak számítanak.
A tóban intenzív halászat folyik, mintegy 2000 halász évi közel 2000 tonna halat fog ki belőle, megélhetésük érdekében a túl nagy méretű hálók használata tiltott. A leggyakoribb zsákmány az afrikai eredetű, Oreochromis mossambicus nevű sügér, a szardíniákhoz tartozó topote és a tegogolo nevű csiga.
A tó körül az éves átlaghőmérséklet 24,6 °C, a csapadék mennyisége a nyugati parton található Catemaco városban 2200 mm, de a tőle mindössze körülbelül 10–12 kilométerre fekvő keleti parton akár ennek kétszerese is lehet. A szárazabb időszak márciustól júniusig tart, ekkor a vízszint akár egy méternyit is csökkenhet.